# Doc Comparato
Luís Filipe Loureiro Comparato (2 de noviembre de 1949), más conocido como Doc Comparato, es un escritor brasileño de telenovelas, comedias y miniseries de televisión y guionista de cine.

## Biografía
Doc Comparato fue fundador del Centro de Criação de Rede Globo, trabajando como escritor en las series Lampião e Maria Bonita (1982), El tiempo del viento (1985), A Justiceira (1997) y Mulher (1998). Lampião e Maria Bonita fue la primera serie latinoamericana en recibir la Medalla de Oro del Festival de Cine y Televisión de Nueva York.
Trabajó en la cadena española TV3, como escritor de cine y de televisión, en varios proyectos, entre los que se destaca la miniserie Me alquilo para soñar (1989), junto a Gabriel García Márquez, autor del cuento en el que se basa la serie. La miniserie fue reconocida internacionalmente, recibiendo 9 premios, entre ellos el Premio Japón de la Televisión (1980/1981), el DAAD-Deuchst Academic Art Development (2002) y el Premio Teatral Anna Magnani (2003-2004), en Italia.
Es autor de dos libros muy conocidos: en 1982 lanzó el libro Roteiro, pionero en Latinoamérica sobre el arte y la técnica de la escritura para el cine y la televisión; y De la creación al guion (Da Criação ao Roteiro), de 1984. Ambos libros suelen ser considerados fundamentales para los estudiantes de cine.
Es además el padre de las actrices Lorena y Bianca Comparato.

## Filmografía

### Televisión
- 2008 - Os Mutantes - Caminhos do Coração (telenovela - Rede Record) - Colaborador
- 2007 - Caminhos do Coração (telenovela - Rede Record) - Colaborador
- 1998 - Mulher (serie - TV Globo)
- 1997 - A Justiceira (miniserie - TV Globo)
- 1994 - Arnau
- 1993 - Retrato de Mulher (serie - TV Globo)
- 1992 - Procura-se
- 1990 - A, E, I, O... Urca (miniserie - TV Globo)
- 1989 - Me alquilo para soñar
- 1988 - Histórias que o Diabo Gosta (novela - Portugal)
- 1985 - O Tempo e o Vento (miniserie - TV Globo)
- 1984 - Padre Cícero (miniserie - TV Globo)
- 1983 - Bandidos da Falange (1983) (miniserie - TV Globo)
- 1982 - Lampião e Maria Bonita (miniserie - TV Globo)
- 1979 - Plantão de Polícia (serie - TV Globo)

### Teatro
- 2013 - Nadistas e Tudistas (Teatro Ipanema, Río de Janeiro)
- 2010 - Lição Número 18 (Teatro Poeira, Río de Janeiro)
- 1985/2007 - Nostradamos (CCBB-RJ, SalaUno Roma, Jardel Filho Theater, São Paulo)
- 2002 - O Círculo das Luzes (Maison de France, Río de Janeiro)
- 2001 - Michelangelo (Teatro Carlos Gomes, Río de Janeiro)
- 1981 - O Beijo da Louca (Teatro Villa Lobos, Río de Janeiro)
- 1980 - As Tias (Teatro Lagoa, Río de Janeiro)

### Cine
- 2007 - El corazón de la tierra
- 1993 - Encontros Imperfeitos
- 1992 - Viuvez Secreta
- 1984 - Águia na Cabeça
- 1983 – O Cangaceiro Trapalhão
- 1983 - O Trapalhão na Arca de Noé
- 1981 - O Beijo no Asfalto
- 1981 - A Mulher Sensual
- 1981 - Bonitinha mas Ordinária ou Otto Lara Rezende
- 1979 - O Bom Burguês

### Publicaciones
- 1979 - Sangue, Papéis e Lágrimas (cuentos, editorial Codecri)
- 1981 – Me alquilo para soñar (editorial Casa Jorge, Niterói, Río de Janeiro)
- 1983 - Roteiro, arte e técnica de escrever para televisão e cinema (editorial Nórdica)
- 1983 – El guion (Garay Ediciones, Buenos Aires, Argentina; Editora Planeta, Ciudad de México)
- 1984 - Nadistas e Tudistas (editorial Ebal, Río de Janeiro)
- 1984 - A Incrível Viagem (editorial Ebal, Río de Janeiro)
- 1988 - De la creación al guion (Madrid, Instituto Oficial Radio Televisión)
- 2002 - Scrivere un Filme (Dino Audino, Roma, Itália)
- 2009 - Da Criação ao Roteiro (editorial Summus, São Paulo)